# Centre Saint-Jacques
Le centre Saint-Jacques ou centre commercial Saint-Jacques est un centre commercial qui s’élève sur trois niveaux au cœur du centre-ville piétonnier de Metz en Moselle. Il doit son nom à la place Saint-Jacques sur laquelle donne son accès principal.

## Histoire
Il a été inauguré le 25 novembre 1976, en présence du président de la République Valéry Giscard d’Estaing, il comprenait 76 boutiques, un supermarché Radar, un hôtel avec restaurant et piscine extérieure, un cinéma multisalles et un parking souterrain. L'architecte est Jacques Duval.
Au milieu des années 1980, le centre connaît une période difficile de perte importante de sa fréquentation qui dure plusieurs années, due surtout à la fermeture du supermarché, ce qui entraîne la disparition de nombreuses enseignes.
En 1989, la décision est prise de redynamiser et de moderniser le centre, afin de l’adapter aux nouvelles exigences du public, mais aussi de répondre au fort développement commercial en périphérie de la ville.
En mars 1990, c’est le début de plus de 7 mois de travaux de réaménagement, de restructuration, d’embellissement, d’agrandissement, pour passer de 76 à 120 boutiques. Une verrière rappelant la structure de la pyramide du Louvre fait son apparition sur la place du forum Saint-Jacques, seul niveau du centre à être à ciel ouvert. Les bâtiments qui entourent la place sont constitués principalement de bureaux. L’inauguration par le maire de Metz, Jean-Marie Rausch, a lieu le 1er octobre 1990.
À la fin des années 2000 et au début des années 2010, le centre commercial connaît de nouveau des années difficiles avec le départ de la Fnac en 2012. Il est racheté en 2012 par le groupe néerlandais Corio.

## Aujourd'hui
Aujourd’hui[Quand ?], le centre Saint-Jacques comprend une surface commerciale de 20 000 m2, 120 boutiques[réf. nécessaire], un supermarché Auchan, un hôtel-restaurant Novotel, un magasin Action, un bureau de poste, un parking souterrain de 1 200 places.
Il est cité comme exemple type de centre de proximité en centre-ville.

## Projets d'aménagement
(juin 2020).
De nouveaux projets d’agrandissement seraient à l’étude, notamment celui de couvrir la place du Forum afin de créer un espace supplémentaire de boutiques.
En 2012, de grands travaux de rénovation sont projetés par le groupe Corio, visant à améliorer l'agencement du centre commercial, en partie à la suite du déménagement de la Fnac. Les travaux devraient débuter en 2013, pour se conclure en 2014 dans le but de coïncider avec l'ouverture du centre commercial de la ZAC de l'Amphithéâtre nommé Muse.

## Anciennes enseignes
- Cinéma "Le Saint Jacques" (découpé en plusieurs morceaux)
- Casa (devenu Action)
- Asie
- Fnac (découpé en plusieurs morceaux)
- Dock Games
- Radar (devenu Atac après sa fermeture dans les années 80)
- Atac (devenu Simply Market)
- Simply Market (devenu Auchan)